# 荒津大橋
荒津大橋（あらつおおはし）は、福岡北九州高速道路公社による、福岡市中央区の那の津三丁目と荒津一丁目の間の博多漁港の博多港に架かる斜張橋である。1987年（昭和62年）に完成し、1988年（昭和63年）10月に開通した。

## 概要
福岡都市高速道路環状線の一部で、天神北出入口と西公園出入口の間に位置する。
福岡市のランドマークとなっており、1989年（平成元年）に第3回福岡都市景観賞を受賞した。また、かつては夜間はライトアップがなされていた。
- 形式 - 鋼3径間連続斜張橋
- 活荷重 - 1等橋 (TL-20)
- 橋長 - 345.000 m
  - 支間割 -  ( 184.200 m + 115.000 m + 44.425 m )
- 幅員
  - 総幅員 - 21.000 m
  - 有効幅員 - 16.600 m
  - 車道 - 2×8.300 m
  - 歩道 - なし
- 主塔高 - 60.000 m
- 桁下高 - 36.800 m
- 総鋼重 - 4,038.206 t
- 床版 - 鋼床版
- 施工 - 横河橋梁製作所[注釈 1]・三菱重工業[注釈 2]・日立造船・高田機工特定建設工事JV
- 架設工法 - フローティングクレーン工法（桁）・クリーパークレーン工法（塔・ケーブル）

## 周辺
- 博多漁港
- 天神北出入口
- 西公園出入口
- 西公園
- ペイペイドーム